# Endemie

Weltkarte zum jeweiligen Endzeitpunkt der endemischen Verbreitung der Pocken

Von Endemie (von altgriechisch ἐν en ‚in‘ und δῆμος dēmos ‚Volk‘) wird in der Medizin gesprochen, wenn Fälle einer Krankheit in einer bestimmten Population oder begrenzten Region fortwährend gehäuft auftreten.

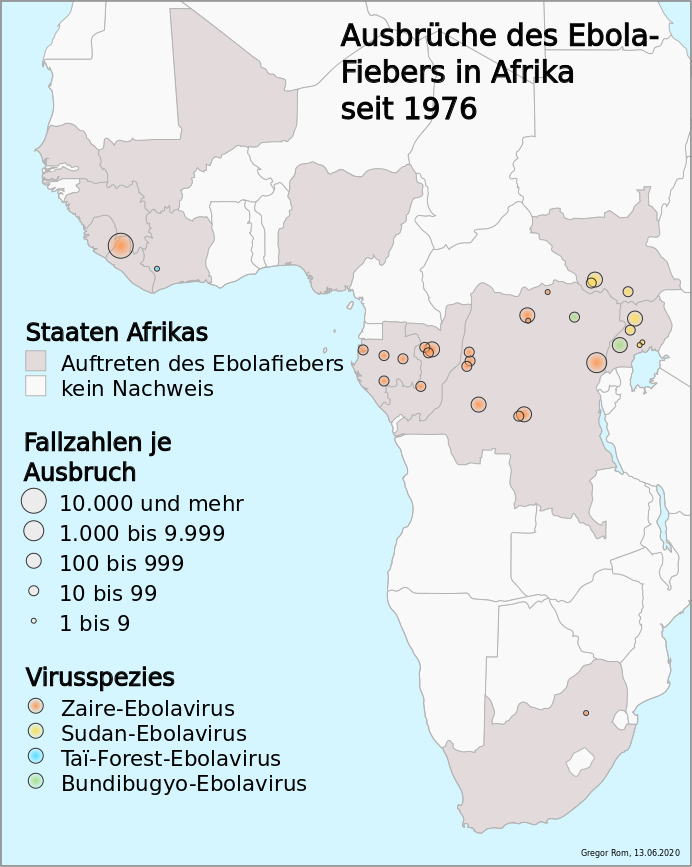
Eine Karte der über mehr als vier Jahrzehnte dokumentierten Ausbrüche von Ebolafieber zeigt das gehäufte Auftreten in der Großregion Zentralafrika

Bei einer Endemie sind somit, über einen längeren Zeitraum betrachtet, in der betroffenen Population oder Region sowohl die Prävalenz (Krankheitshäufigkeit) als auch die Inzidenz (Neuerkrankungshäufigkeit) einer bestimmten Krankheit im Vergleich zu anderen Populationen oder Regionen erhöht und bleiben mit geringen Schwankungen auf dem erhöhten endemischen Niveau. Eine in weiten Teilen der Welt verbreitete Krankheit kann in verschiedenen Regionen auf unterschiedlichem Häufigkeitsniveau endemisch sein. Ähnlich kann mit Abflachen der Infektionswellen auch eine Erkrankung wie COVID-19 endemisch werden.
Endemische Erreger müssen nicht zwangsläufig harmlos sein: Beispielsweise starben 2020 rund 600.000 Menschen an Malaria und 1,5 Millionen an Tuberkulose; auch die Pocken waren vor ihrem Ausrotten endemisch. Vor dem Hintergrund warnte der Epidemiologe Aris Katzourakis, dass „endemisch“ einer der am meisten missbrauchten Begriffe während der COVID-19-Pandemie sei, und führte als Beispiel den Gebrauch durch Politiker an, die die Endemie als Begründung anführten, wenig oder gar keine Schutzmaßnahmen gegen COVID-19 zu ergreifen.
Im Unterschied zu einer Endemie wird das nur vorübergehend oder erst seit kurzem beobachtete gehäufte Auftreten von Krankheitsfällen mit deutlicher Zunahme von Prävalenz und Inzidenz als eine Epidemie bezeichnet, soweit es noch regional beschränkt erscheint, und bei länder- und kontinentübergreifender Ausbreitung als eine Pandemie.

## Endemiegebiet
Die regional gehäuft auftretende Erkrankung muss nicht unbedingt eine Infektionskrankheit sein, wie das klassische Beispiel des endemischen Kropfs zeigt, des gehäuften Auftretens einer Schilddrüsenvergrößerung, die durch Jodmangel in Nahrung und Trinkwasser verursacht wird, beispielsweise in alpinen Regionen. Auch eine lokale Vergiftung mit einem Mineral kann als endemisches Geschehen betrachtet werden. Die entsprechende geografische Region wird Endemiegebiet genannt. Dabei kann es sich auch um einen Naturherd für Menschen pathogener Faktoren handeln. Beispiele hierfür sind Gebiete von Zoonosen, die ihr Reservoir in Tierpopulationen haben und gelegentlich auf Menschen übertragen Krankheiten auslösen wie etwa die Pest. Die Wirtspopulation kann auch aus regionalen Haustieren bestehen. Für das in zentralafrikanischen Regionen auftretende Ebolafieber konnte der natürliche Reservoirwirt des Ebolavirus bisher noch nicht zweifelsfrei identifiziert werden; als wahrscheinlich gelten Flughunde. Der Endemie entspricht bei Tieren die Enzootie, die geografische Region wird dann Enzootiegebiet genannt.

## Endemischer Status
Der endemische Status einer Infektionskrankheit in einer bestimmten Region wird dadurch gekennzeichnet, dass die Zahl der Krankheitsfälle in der lokalen Bevölkerung anhaltend erhöht und ungefähr gleichbleibend ist. Epidemiologisch betrachtet ist somit das Produkt von Basisreproduktionszahl R0 und Suszeptibilitätszahl S annähernd eins: {\displaystyle \ {R_{0}}\times {S}={1}}. Dabei ist nicht die Höhe der Fallzahlen entscheidend, sondern eine fortwährend erhöhte Fallzahl auf ungefähr gleichem Niveau.
Im Unterschied zum endemischen Status ist für den Ausbruch einer Infektionskrankheit der rasch – abhängig von der Kontagiosität – zunehmende Anteil infizierter Personen beziehungsweise die dementsprechend ansteigende Zahl von Krankheitsfällen charakteristisch. Im Folgenden steigt die Zahl spezifischer Todesfälle abhängig von Dauer und Letalität der Erkrankung an. Bei Infektionskrankheiten mit hoher Letalität fällt nach kurzem Verlauf – wie z. B. nach dem Ebolafieber – die Zahl der Krankheitsfälle und krankheitsbedingten Todesfällen wieder ab.

## Beispiel Malaria
Die Malaria, mit derzeit rund 200 Millionen Neuerkrankten pro Jahr eine der weltweit häufigsten Infektionskrankheiten,  ist in rund hundert Ländern auf unterschiedlichem Niveau endemisch. Die verschiedenen Endemiegebiete im Verbreitungsraum der Anopheles-Mücke unterscheiden sich im Risiko, durch Übertragung des Erregers, eines humanpathogenen Plasmodiums, infiziert zu werden. Erscheint in einer Region nahezu die gesamte Bevölkerung betroffen, wird auch von einem holoendemischen Gebiet gesprochen. Der Klimawandel begünstigt die Ausbreitung der Krankheit und erhöht das Malariarisiko.

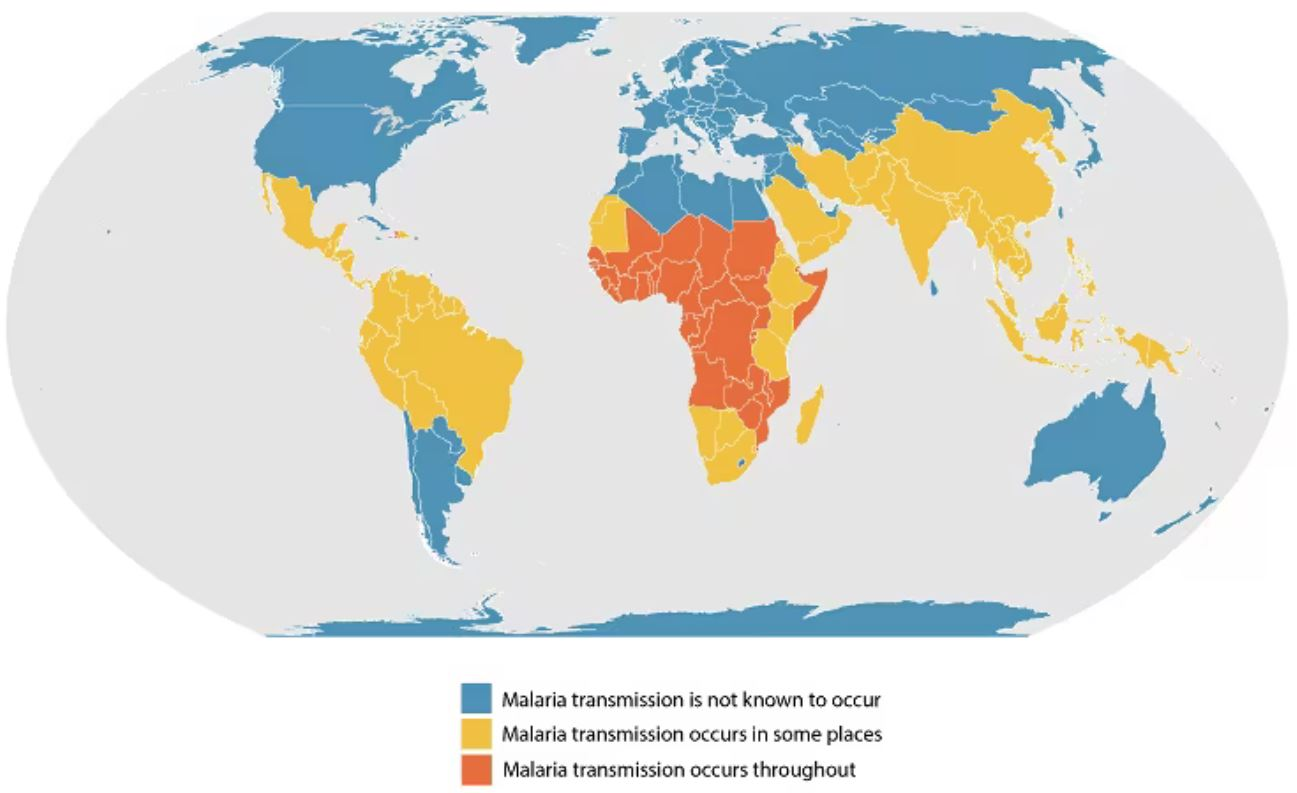
Malariarisikogebiete (Stand: 2020)